# Giuseppe Morpurgo
Giuseppe Morpurgo (Ancona, 16 luglio 1887 – Torino, 7 gennaio 1967) è stato un critico letterario italiano.

## Biografia
Laureato in Lettere all'Università di Firenze, dopo aver insegnato presso ginnasi in diverse città d'Italia, si stabilisce a Torino dove tra il 1926 e il 1957 è docente di latino e italiano presso il liceo classico Vincenzo Gioberti.
Autore di romanzi e testi specialistici tra cui in particolare manuali scolastici di letteratura italiana, nel 1938 viene allontanato dall'insegnamento a causa delle origini ebraiche, a seguito dell'emanazione delle leggi razziali.
Sua figlia Lucia Morpurgo sposò Primo Levi.

## Pubblicazioni
- Novelle del Trecento, a cura di G. Morpurgo, Torino, UTET, 1918
- S. Pellico, Le mie prigioni, a cura di G. Morpurgo, Milano, Mondadori, 1931
- G. Morpurgo, La leggenda di Enea, Torino, UTET, 1932
- G. Morpurgo, Antologia Italiana per il Ginnasio Superiore ed il Liceo Scientifico, Milano, Mondadori, 1938
- G. Morpurgo, Sulle ali dell'Ippogrifo: le belle fiabe dell'Orlando furioso, Torino, Lattes, 1940
- L. Pirandello, Novelle, a cura di G. Morpurgo, Milano, Mondadori, 1955
- G. Morpurgo, "Il leggendario", Torino, G. B. Petrini, 1955